# Jacht Klub Marynarki Wojennej „Kotwica”
Jacht Klub Marynarki Wojennej „Kotwica” (JKMW „Kotwica”) – polski klub żeglarski z siedzibą w Gdyni, założony w 1958 roku, kontynuujący tradycje Oficerskiego Yacht Klubu Rzeczypospolitej Polskiej (OYK RP) z lat 30. XX wieku. Klub specjalizuje się w żeglarstwie morskim, organizacji regat, szkoleniach żeglarskich oraz propagowaniu tradycji morskich i patriotycznych.

## Historia

### Oficerski Yacht Klub Rzeczypospolitej Polskiej
Historia klubu sięga 1919 roku, kiedy to powstał Wojskowy Klub Wioślarski, którego Sekcja Żeglarska w 1924 roku stała się jednym z założycieli Polskiego Związku Żeglarskiego. W 1925 roku klub został przemianowany na Wojskowy Yacht Klub, a w 1931 roku na Oficerski Yacht Klub RP (OYK RP). W 1933 roku powstał Oddział Morski OYK RP z siedzibą w Gdyni.
Wśród członków klubu znajdowali się znani polscy żeglarze i wojskowi, m.in. marszałek Józef Piłsudski (Honorowy Komandor Klubu), generał Mariusz Zaruski (Wicekomandor ds. szkolenia) oraz komandor porucznik Włodzimierz Steyer (Komandor Klubu).
W 1933 roku OYK RP zorganizował pierwsze długodystansowe regaty bałtyckie na trasie do Nexo na Bornholmie, a w tym samym roku jacht „Dal” niosąc banderę klubową, pod dowództwem por. Andrzeja Bohomolca przepłynął Atlantyk, docierając do Stanów Zjednoczonych.

### Jacht Klub Morski „Kotwica”
W 1958 roku grupa oficerów Marynarki Wojennej powołała Jacht Klub Morski „Kotwica”, który przejął tradycje i symbolikę OYK RP. Klub szybko stał się ważnym ośrodkiem żeglarskim, organizującym rejsy morskie, regaty oraz szkolenia. W 1957 roku jacht "Kapitan" pod dowództwem kpt. Zygfryda Perlickiego wygrał prestiżowe regaty Kieler Woche, co przyczyniło się do akceptacji klubu przez władze.
W latach 60. i 70. klub rozwijał się dynamicznie, organizując liczne rejsy zagraniczne, w tym na wody pływowe do portów Europy Zachodniej. W 1974 roku otwarto nową siedzibę Klubu oraz Ośrodka Szkolenia Żeglarskiego Marynarki Wojennej w Gdyni.

### Jacht Klub Marynarki Wojennej „Kotwica”
W 1993 roku klub zmienił nazwę na Jacht Klub Marynarki Wojennej „Kotwica”, zachowując dotychczasową symbolikę. Klub kontynuował działalność żeglarską, organizując rejsy morskie, regaty oraz szkolenia. W 2019 roku klub włączył się w obchody 100-lecia Marynarki Wojennej, organizując wieloetapową wyprawę żeglarską na Morze Północne.

## Bandera, proporzec i godło

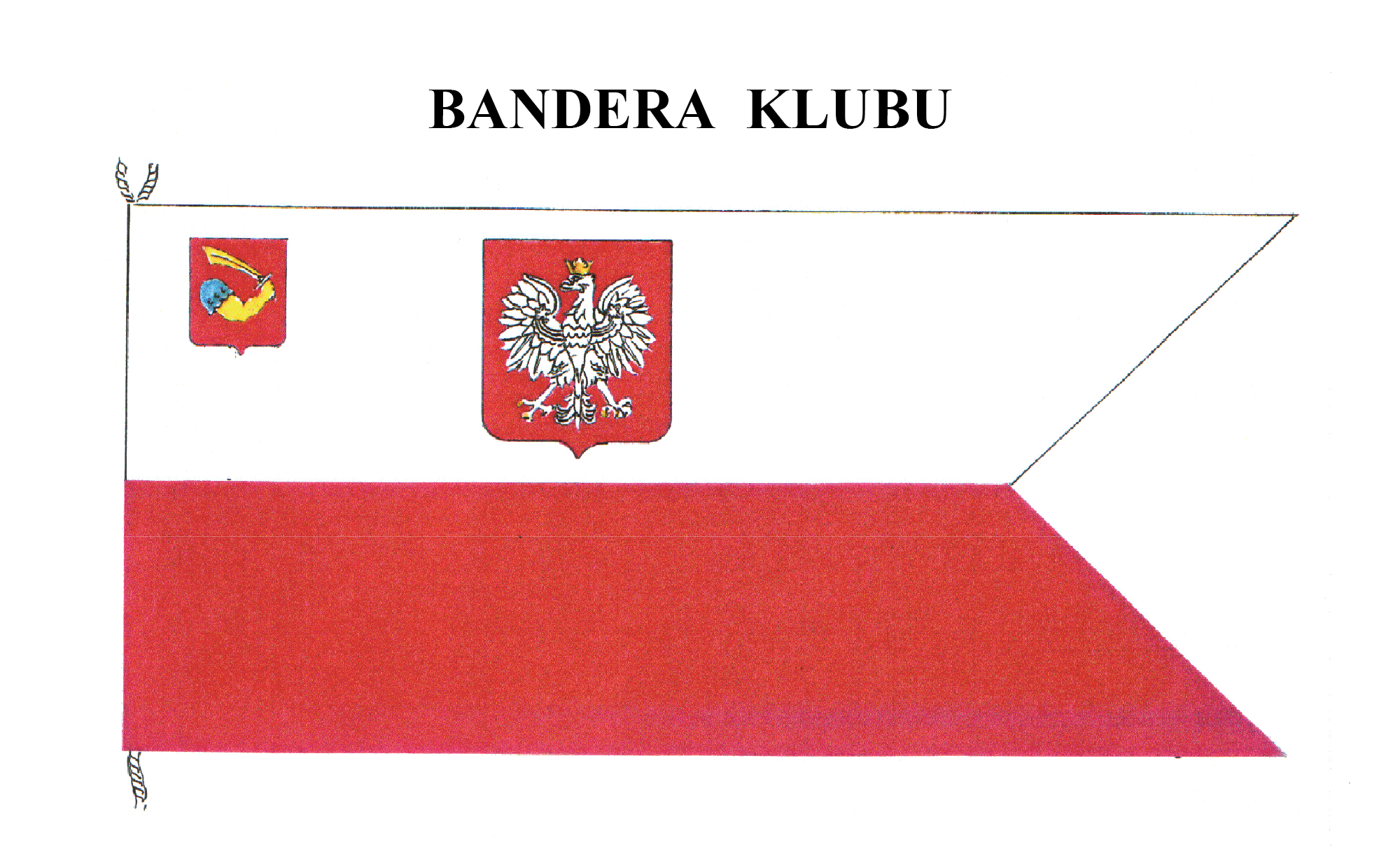
Banderka Jacht Klubu Marynarki Wojennej "Kotwica"

Klub uzyskał prawo do noszenia własnej bandery nawiązującej do symboliki Marynarki Wojennej wraz z rozkazem ministra spraw wojskowych nr 11, pozycja 142 z dnia 20 czerwca 1932 roku. Komandorem honorowym klubu został Marszałek Józef Piłsudski.

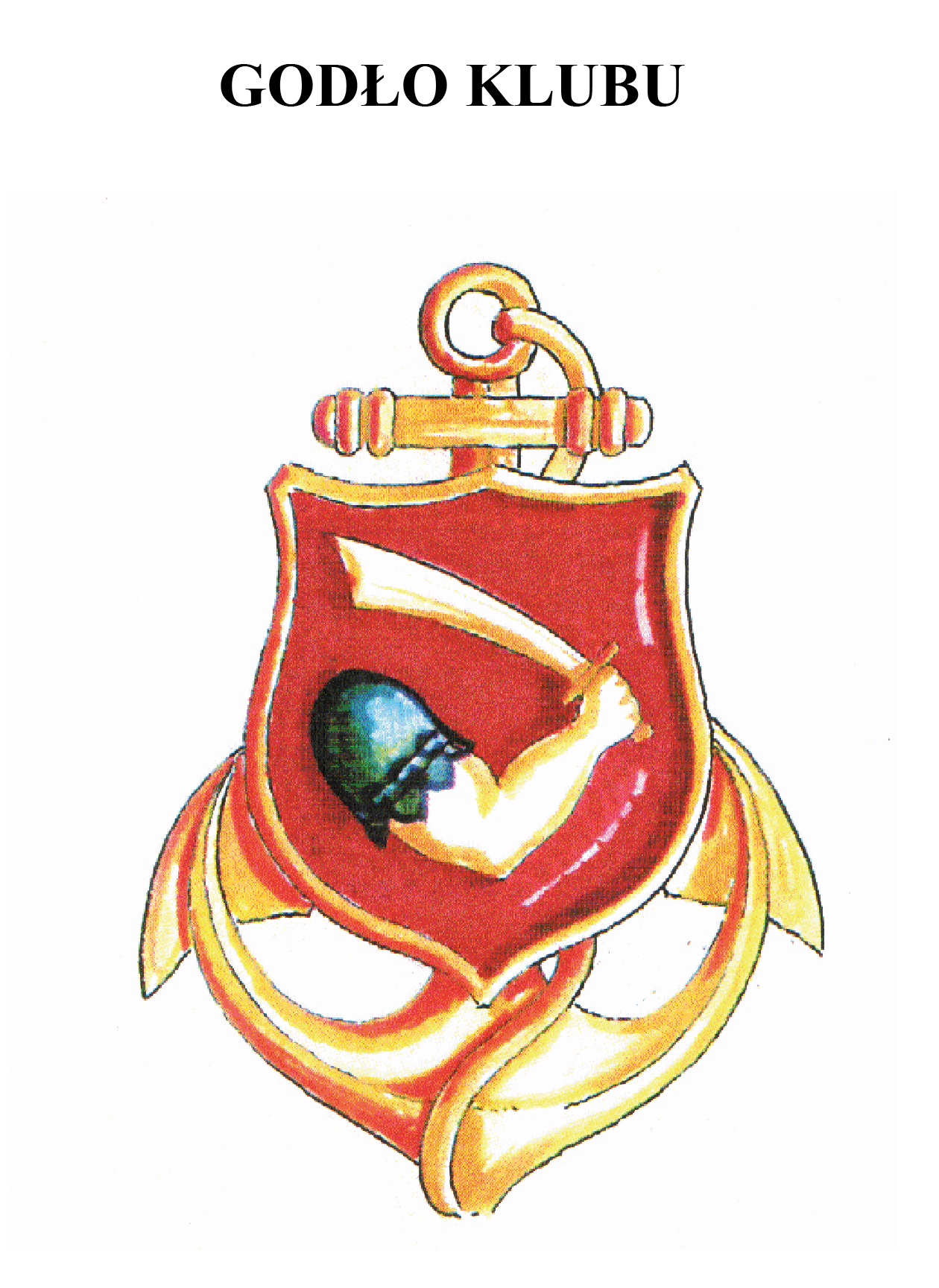
Godło Jacht Klubu Marynarki Wojennej "Kotwica"

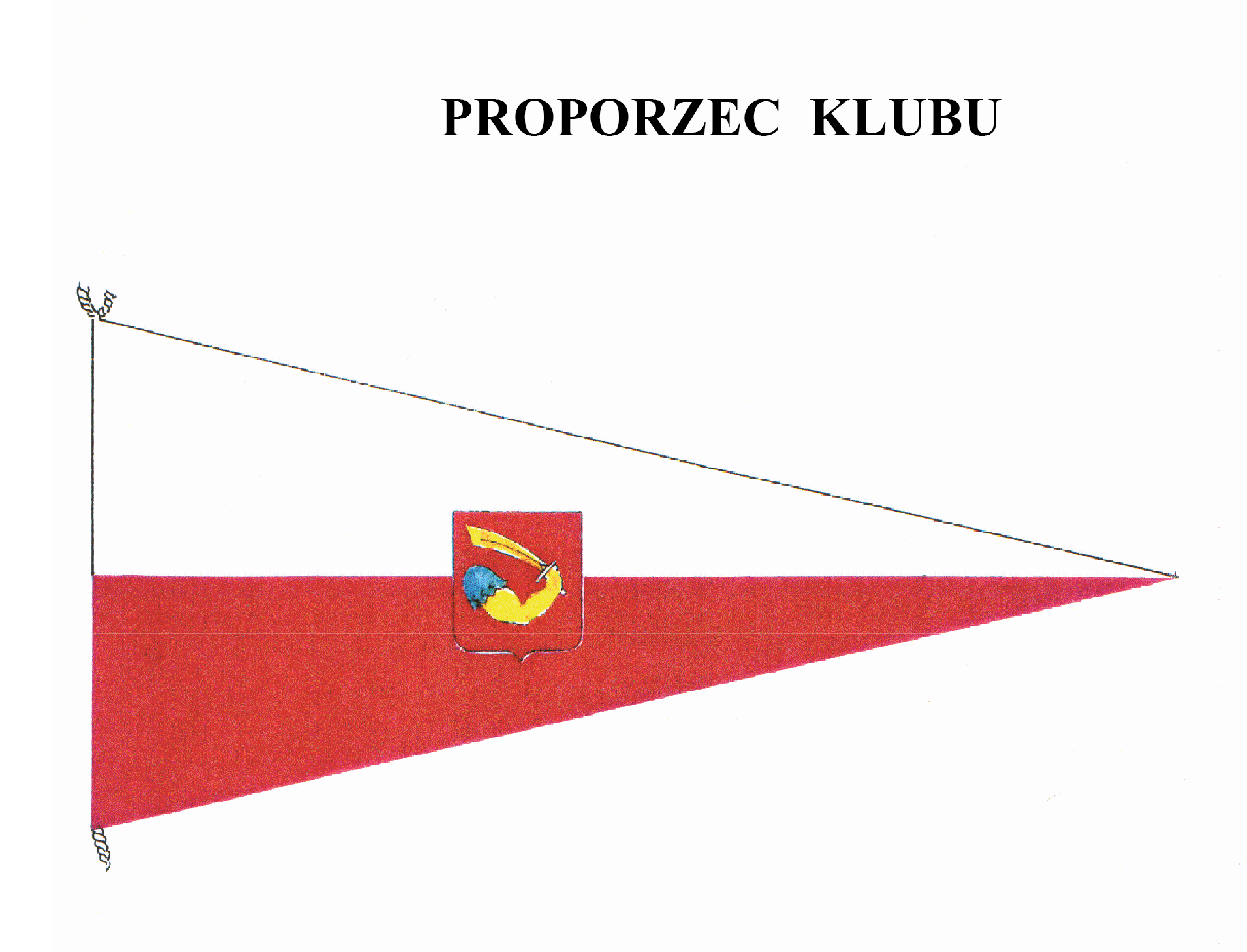
Proporzec Jacht Klubu Marynarki Wojennej "Kotwica"

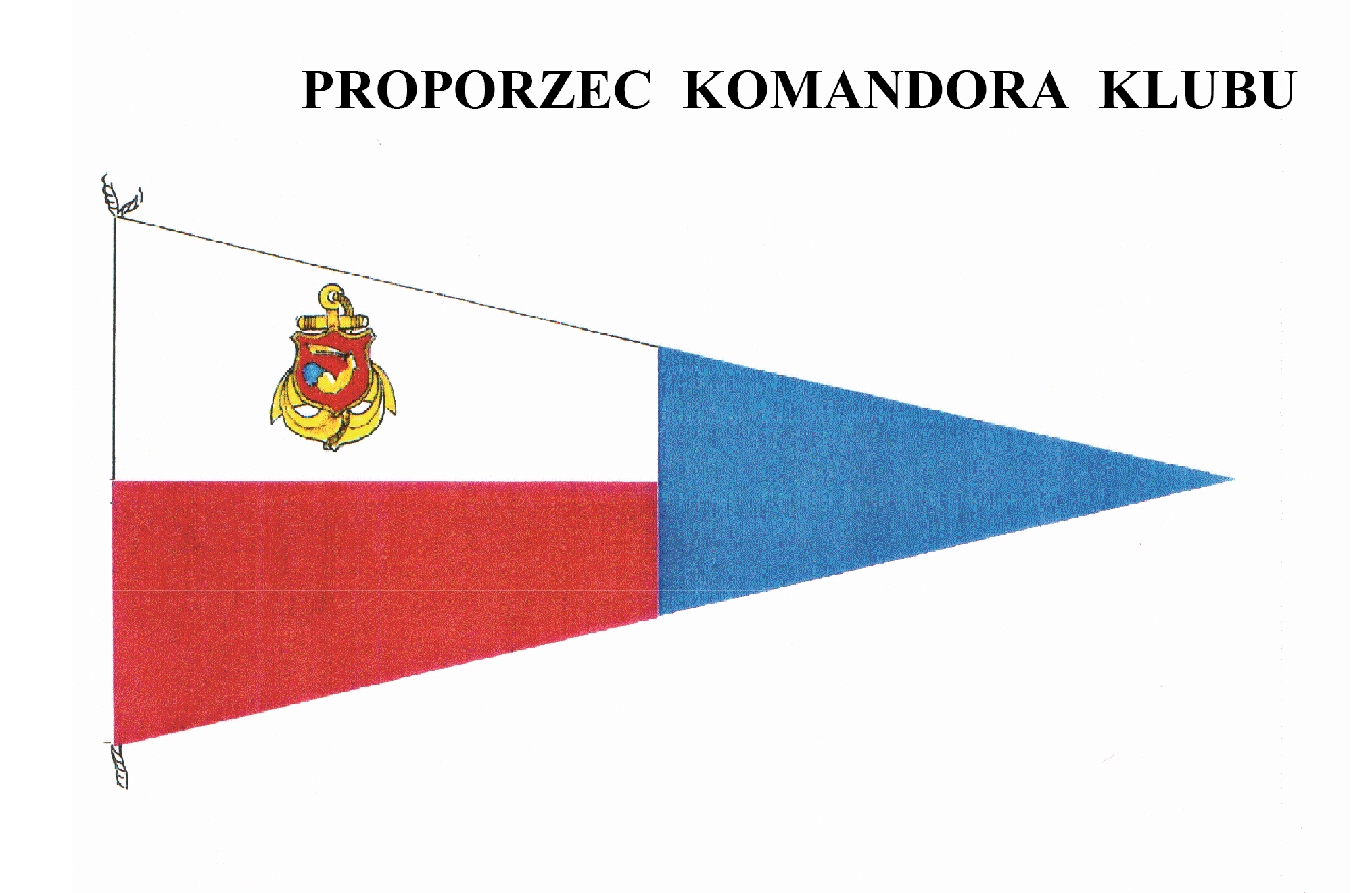
Proporzec Komandora Jacht Klubu Marynarki Wojennej "Kotwica"

## Osiągnięcia

### Wyprawy morskie
Jacht Klub Marynarki Wojennej „Kotwica” ma bogatą historię organizacji wypraw morskich na morzach i oceanach. Klubowe jachty wielokrotnie uczestniczyły w długodystansowych rejsach, zdobywając doświadczenie oraz promując polskie żeglarstwo na arenie międzynarodowej.
W 1958 roku jacht Hetman pod dowództwem kpt. Czesława Cześnika wyruszył w pierwszy rejs zagraniczny do Szwecji, a w 1961 roku odbył kolejny rejs, odwiedzając porty Francji, Anglii, Belgii, Holandii, RFN i Danii. W 1968 roku jacht Komodor pod dowództwem kpt. Tadeusza Siwca wziął udział w prestiżowych regatach Bermudy–Travemünde, zdobywając cenne doświadczenie w żegludze oceanicznej.
W 1972 roku Komodor pod dowództwem kpt. Teresy Remiszewskiej uczestniczył w regatach samotników OSTAR-72, przepływając samotnie przez Atlantyk, co było jednym z pierwszych takich wyczynów w historii polskiego żeglarstwa. Dwa lata później, w 1974 roku, jacht Tornado pod dowództwem kpt. Tadeusza Siwca jako pierwszy polski jacht klasy AC wziął udział w prestiżowych regatach Admiral’s Cup.
W 1976 roku Hetman pod dowództwem kpt. Jana Pinkiewicza przepłynął Atlantyk w ramach "Operacji Żagiel 76", pokonując odległość 14 700 mil morskich. Dwa lata później, w 1978 roku, jacht Kapitan II pod dowództwem kpt. Piotra Bigaja wyruszył w rejs na Kubę. Po dramatycznym powrocie, podczas którego jacht stracił ster, załoga dotarła do Gdyni, pokonując 13 500 mil morskich i odwiedzając 15 portów w 13 krajach.
W 1992 roku jacht Koga III pod dowództwem kpt. Jana Pinkiewicza wyruszył w rejs upamiętniający 500-lecie odkrycia Ameryki, podążając szlakiem Krzysztofa Kolumba.
Po zmianie nazwy klubu na Jacht Klub Marynarki Wojennej „Kotwica” w 1993 roku, kontynuowano organizację wypraw morskich. W 1994 roku Koga III wyruszył w wieloetapowy rejs na Morze Śródziemne, śladami walk polskich okrętów podwodnych podczas II wojny światowej. Rejs trwał 200 dni, a jacht odwiedził liczne miejsca pamięci związane z polską historią morską. W 1998 roku jacht Sekstant wyruszył w kolejną wyprawę na Morze Śródziemne. Podczas powrotu, w wyniku sztormu na Zatoce Biskajskiej, jacht stracił ster, ale załoga zdołała doprowadzić go do najbliższego portu, sterując spinaker bomem. Po naprawie jacht powrócił do Gdyni.
W 2006 roku Tornado pod dowództwem kpt. Edwarda Kinasa wyruszył w rejs z młodzieżową załogą przez Morze Północne, Biskaje i Atlantyk do Gibraltaru, uczestnicząc w "Operacji Żagiel 2006". W 2012 roku jacht Legia pod dowództwem kpt. Macieja Sodkiewicza odbył wieloetapowy rejs na Morze Białe przez Kanał Białomorski oraz jeziora Ładoga, Onega i Wygozero, pokonując 3160 mil morskich w 65 dni.
W 2016 roku Tornado uczestniczył w wymagającej wyprawie na Spitsbergen, odwiedzając fiordy norweskie i zmagając się z trudnymi warunkami pogodowymi i lodowymi. W 2019 roku, z okazji 100-lecia Marynarki Wojennej, Tornado wyruszył w wieloetapową wyprawę na Morze Północne, odwiedzając Szetlandy oraz porty Norwegii i Szkocji. W rejsie wzięło udział 48 żeglarzy, którzy pokonali ponad 3500 mil morskich.
W 2022 roku Tornado pod dowództwem kpt. Artura Pierzyńskiego wziął udział w zlocie jachtów i żaglowców "The Tall Ships Races", promując polskie żeglarstwo na arenie międzynarodowej.

### Regaty
Jacht Klub Marynarki Wojennej „Kotwica” ma długą i bogatą historię udziału w prestiżowych regatach żeglarskich, zarówno na wodach polskich, jak i międzynarodowych. Klub od dziesięcioleci aktywnie uczestniczy w najważniejszych zawodach, zdobywając liczne trofea i wyróżnienia, co potwierdza jego wysoką pozycję w świecie żeglarstwa regatowego.

#### Regaty międzynarodowe
JKM „Kotwica” regularnie brał udział w międzynarodowych regatach, takich jak "Operacja Żagiel", które są jednymi z najbardziej prestiżowych zawodów żeglarskich na świecie. Klubowe jachty wielokrotnie odnosiły sukcesy w tych regatach, zdobywając nagrody za szybkość i umiejętności nawigacyjne. W 1978 roku jacht "Tornado" pod dowództwem kapitana Tadeusza Siwca jako pierwszy przekroczył metę w Oslofjord, zdobywając puchar od króla Norwegii Olafa V. W 2000 roku jacht "Tornado" pod dowództwem kapitana Macieja Polańskiego zdobył trofeum Cutty Sark Tall Ships Races – "Illingworth Trophy" za wszystkie zwycięstwa w regatach "Operacja Żagiel".
Klub uczestniczył również w regatach FASTNET, uznawanych za jedne z najtrudniejszych zawodów żeglarskich na świecie. W 1979 roku jacht "Nauticus" pod dowództwem kapitana Tadeusza Siwca bezpiecznie ukończył regaty pomimo bardzo trudnych, sztormowych warunków, podczas gdy kilka innych jachtów zatonęło.

#### Regaty krajowe
Na polskich wodach JKM „Kotwica” również odnosił liczne sukcesy. Klub regularnie uczestniczył w Regatach Gryfa Pomorskiego, jednych z najważniejszych zawodów żeglarskich w Polsce. Kapitanowie klubu, tacy jak Tadeusz Siwiec, Roman Paszke i Maciej Polański, wielokrotnie zwyciężali w tych regatach, zdobywając prestiżowe puchary.
Innym ważnym wydarzeniem w kalendarzu regatowym klubu były Regaty o Błękitną Wstęgę Zatoki Gdańskiej. Klubowe jachty zdobywały tę nagrodę wielokrotnie, a kapitan Tadeusz Siwiec został rekordzistą, zdobywając Błękitną Wstęgę aż 9 razy.
Klub brał również udział w Morskim Żeglarskim Pucharze Polski, gdzie kapitanowie tacy jak Roman Paszke, Edward Kinas i Marian Kula odnosili zwycięstwa, potwierdzając wysoki poziom wyszkolenia i umiejętności załóg.

#### Inne znaczące regaty
JKMW „Kotwica” uczestniczył także w innych prestiżowych zawodach, takich jak Regaty Heweliusza, Regaty wokół Gotlandii (Rund Gotland) oraz Regaty Trójmiasta. W 2013 roku jacht "Kapitan II" pod dowództwem kapitana Jerzego Brezdenia zdobył złoty medal i Puchar Trójmiasta w grupie OPEN.

## Najbardziej utytułowani członkowie Jacht Klubu Marynarki Wojennej „Kotwica”
Jacht Klub Marynarki Wojennej „Kotwica” może poszczycić się wieloma żeglarzami, którzy zdobyli liczne nagrody, wygrali prestiżowe regaty oraz uczestniczyli w znaczących rejsach morskich.

### Tadeusz Siwiec
- Tadeusz Siwiec to członek klubu, znany z licznych zwycięstw w regatach oraz udziału w znaczących rejsach. Jego najważniejsze osiągnięcia to:
- Błękitna Wstęga Zatoki Gdańskiej – zdobył ją 9 razy, co czyni go jednym z najbardziej utytułowanych kapitanów w historii tej nagrody.
- Puchar Gryfa Pomorskiego – wielokrotnie zwyciężał w tych prestiżowych regatach.
- Udział w "Operacji Żagiel" – Siwiec brał udział w wielu edycjach tych międzynarodowych regat, w tym w 1978 roku, kiedy to jego jacht "Tornado" jako pierwszy przekroczył metę w Oslofjord. W 1985 roku na jachcie "Tornado" był najszybszy na obu etapach regat "Operacja Żagiel" na Morzu Północnym.
- Regaty FASTNET – w 1979 roku na jachcie "Nauticus" uczestniczył w regatach FASTNET, które odbywały się w bardzo trudnych, sztormowych warunkach. Dzięki doskonałemu wyszkoleniu załogi i odporności psychicznej, jacht bezpiecznie ukończył regaty, mimo że w trakcie zawodów zatonęło 5 innych jachtów.

### Jan Pinkiewicz
- Jan Pinkiewicz to jeden z najbardziej zasłużonych kapitanów w historii klubu. Jego najważniejsze osiągnięcia to:
- Mistrzostwo Polski – zdobył je w 1962 roku w klasie STAR, a także w innych latach, stając się jednym z najbardziej utytułowanych żeglarzy w Polsce.
- Udział w rejsach – Pinkiewicz brał udział w wielu rejsach, w tym w rejsie przez Atlantyk w 1976 roku na jachcie „Hetman”, podczas którego pokonał 14.700 Mm w ramach "Operacji Żagiel 76".
- Rejs na 500-lecie odkrycia Ameryki – w 1992 roku Pinkiewicz poprowadził jacht "Koga III" szlakiem Krzysztofa Kolumba, upamiętniając 500-lecie odkrycia Ameryki.
- Dwuosobowe regaty przez Atlantyk – w 1981 roku Pinkiewicz wraz z Wojciechem Krupskim wziął udział w dwuosobowych regatach przez Atlantyk na jachcie "Kapitan II", zajmując 12. miejsce na 25 startujących jachtów.

### Roman Paszke
- Roman Paszke zdobył wiele nagród i wyróżnień. Jego najważniejsze osiągnięcia to:
- Mistrzostwo Polski – zdobył je w 1981 roku na jachcie "Hadar".
- Puchar Gryfa Pomorskiego – również w 1981 roku zdobył ten prestiżowy puchar.
- Morski Żeglarski Puchar Polski – zwyciężył w 1994 roku.
- Puchar Dowódcy Marynarki Wojennej – zdobył go w 1984 roku.

### Marian Kula
- Marian Kula jest jednym z najbardziej znanych kapitanów w historii klubu. Jego osiągnięcia obejmują liczne zwycięstwa w regatach oraz zdobycie wielu prestiżowych nagród. Wśród jego najważniejszych osiągnięć można wymienić:
- Mistrzostwo Polski – zdobył je wielokrotnie (1976, 1981, 1986, 1992, 2005).
- Błękitna Wstęga Zatoki Gdańskiej – zdobył ją dwukrotnie (1988, 1992) na jachcie "Hadar".
- Puchar Dowódcy Marynarki Wojennej – zdobył go 10 razy w latach 1988-2003.
- Morski Żeglarski Puchar Polski – zwyciężył w 1998 roku.
- Nagroda Conrada – w 2007 roku otrzymał tę prestiżową nagrodę za wielokrotne mistrzostwo Polski oraz profesjonalizm w żeglarstwie regatowym.

### Maciej Polański
- Maciej Polański to kolejny żeglarz, który zdobył wiele nagród i wyróżnień. Jego najważniejsze osiągnięcia to:
- Mistrzostwo Polski – zdobył je w 2006 roku.
- Morski Żeglarski Puchar Polski – zwyciężył w 2008 roku.
- Udział w rejsach – Polański brał udział w wielu rejsach, w tym w regatach "Operacja Żagiel" w latach 1996–2000. W 2000 roku otrzymał trofeum Cutty Sark Tall Ships Races – "Illingworth Trophy" za wszystkie zwycięstwa w regatach "Operacja Żagiel".
- Puchar Gryfa Pomorskiego – zdobył go w 2005 roku.

### Jerzy Brezdeń
- Jerzy Brezdeń to kolejny żeglarz, który zapisał się w historii klubu dzięki licznym zwycięstwom w regatach oraz udziałowi w rejsach morskich. Jego najważniejsze osiągnięcia to:
- Mistrzostwo Polski – zdobył je w 2020 roku na jachcie "Hadar".
- Błękitna Wstęga Zatoki Gdańskiej – zdobył ją w 1997 roku.
- Morski Żeglarski Puchar Polski – zwyciężył w 1999 i 2000 roku.
- Puchar JKMW Gryf – w 2018 roku zdobył Puchar 90-lecia JKM Gryf na trasie 300 Mm wokół latarni Oland Sodra Grund.
- Puchar Bałtyku Południowego – w 2019 roku zdobył ten prestiżowy puchar.
- Wyprawa do Amsterdamu w 2013 roku – Brezdeń poprowadził jacht "Kapitan II" do Amsterdamu, pokonując holenderski Kanał Północny, gdzie załoga musiała przejść przez 30 mostów zwodzonych.
- Wieloetapowy rejs do Oslo w 2015 roku – na jachcie "Kapitan II" Brezdeń poprowadził wieloetapowy rejs z wymianą załóg do Oslo, co było jednym z ostatnich rejsów tego jachtu pod banderą JKMW „Kotwica”.

### Edward Kinas
- Edward Kinas zapisał się w historii klubu dzięki licznym zwycięstwom w regatach oraz udziałowi w rejsach morskich. Jego najważniejsze osiągnięcia to:
- Morski Żeglarski Puchar Polski – zwyciężył w 1995 roku.
- Udział w rejsach – Kinas brał udział w wielu rejsach, w tym w rejsie na Morze Śródziemne w 1994 roku, który trwał 200 dni. W 2006 roku poprowadził jacht "Tornado" z młodzieżową załogą przez Morze Północne, Zatokę Biskajską i Atlantyk do Gibraltaru, uczestnicząc w "Operacji Żagiel 2006".
- Nagroda Conrada – w 2005 roku otrzymał międzynarodową nagrodę Conrada za zwycięstwo w trudnych warunkach pogodowych podczas regat na trasie z Newcastle (Anglia) do Fredrikstad (Norwegia).

## Struktura i działalność
JKMW „Kotwica” posiada oddziały w Świnoujściu, Warszawie (Oddział "Atol"), Pucku (Oddział "Nauticus") oraz sekcję żeglarską w Kołobrzegu. Klub prowadzi szkolenia żeglarskie, organizuje obozy żeglarskie dla młodzieży oraz imprezy kulturalne związane z żeglarstwem.

## Komandorzy klubu

### Jacht Klub Morski „Kotwica”
- Witold Gliński (1957–1959)
- Jan Pinkiewicz (1959–1963)
- Ryszard Gilewicz (1963–1967)
- Józef Ćwirko (1967–1971)
- Marian Załoga (1971–1974)
- Ireneusz Grajewski (1974–1981)
- Tadeusz Siwiec (1981–1988)
- Piotr Kołodziejczyk (1988–1990)
- Jan Przybylski (1990–1992)

### Jacht Klub Marynarki Wojennej „Kotwica”
- Kazimierz Tomaszewski (1992–1996)
- Edward Kinas (1996–1998)
- Teodor Marszałek (1998–2001)
- Marek Bragoszewski (2001–2002)
- Zbigniew Szymczak (2002–2004)
- Jarosław Remlinger (2004–2006)
- Edward Kinas (2006–2019)
- Artur Pierzyński (od 2019)